# Ed Derwinski
Edward Joseph Derwinski (15 de Setembro de 1926 – 15 de Janeiro de 2012) foi um político americano que exerceu como o primeiro Secretário de Assuntos dos Veteranos dos Estados Unidos no Governo, exercendo sob a Presidência de George H. W. Bush de 15 de Março de 1989 até 26 de Setembro de 1992. Já havia exercido como membro da Câmara dos Representantes dos Estados Unidos de 1959 até 1983, representando os bairros sul e sudeste de Chicago.

## Primeiros anos
Nasceu em Chicago, Illinois no dia 15 de Setembro de 1926, filho de Sophia Zmijewski e Casimir Ignatius Derwinski, que morreu em 1947. Derwinski frequentou a Universidade Loyola de Chicago. Derwinski serviu no Exército dos Estados Unidos no Teatro de Operações do Pacífico durante a Segunda Guerra Mundial e na ocupação do Japão pelos EUA na pós-guerra. Graduou-se na Universidade Loyola de Chicago em 1951. Era membro notório da Fraternidade Nacional Alpha Delta Gamma.

## Membro da Câmara dos Representantes
Em 1957, foi eleito a Câmara dos Representantes de Illinois, onde exerceu por um mandato antes de vencer a eleição à Câmara dos Representantes em 1958. Exerceu 12 mandatos como representante Republicano pelo 4º Distrito de Illinois, uma região suburbana ao sul e oeste de Chicago e tornando-se membro importante do Comitê de Relações Exteriores da Câmara. Também exerceu como delegado à Assembleia Geral das Nações Unidas em 1971-1972 e como presidente da delegação dos EUA à União Interparlamentar de 1970-1972 e 1978-1980.

## Primeiro Secretário dos Assuntos dos Veteranos
Um plano de redistritamento Democrata após o Censo de 1980 dividiu o 4º Distrito, com apenas cerca de 15% de seu território sendo mantido e adicionado a vários territórios de outros distritos; Derwinski e seu colega congressista Republicano George M. O'Brien foram colocados no mesmo distrito e O'Brien venceu a primária de 1982 com a força de incluir mais do distrito anterior na nova versão. Após a derrota de Derwinski, o Presidente Ronald Reagan nomeou-o Conselheiro ao Departamento de Estado dos Estados Unidos. Em 1987, Reagan nomeou-o Subsecretário de Estado para Assistência à Segurança, Ciência e Tecnologia, onde exerceu até o final do mandato de Reagan, logo após na qual foi nomeado Administrador de Assuntos dos Veteranos, no comando da Administração dos Veteranos, que foi elevado a status de gabinete como Departamento de Assuntos dos Veteranos em 1989, tornando Derwinski o primeiro Secretário de Assuntos dos Veteranos.

## Apoio
Sendo um Americano Polonês, Derwinski destacou-se por seus esforços em prol do Leste Europeu ao longo de sua carreira. Sobretudo, ajudou na recuperação do general Monarquista Sérvio Draža Mihailović. Mihailović recebeu a Legião do Mérito por seus esforços de resistência contra o Eixo - mas essas informações foram marcadas como "secretas" a pedido do Departamento de Estado, para não prejudicar as relações com o Marechal Tito, atual governante da Iugoslávia em 1967. Tito era o rival de Mihailović na Segunda Guerra Mundial e, depois que as forças de Tito saíram vitoriosas, Mihailović foi acusado de colaboração com os Nazistas e foi executado. Por insistência dos pilotos envolvidos na Operação Halyard, que haviam sido salvos pelas forças de Mihailović e ouviram rumores sobre o prêmio, Derwinski insistiu que o Departamento de Estado tornasse público o texto da citação do presidente Truman, confirmando que Mihailović não havia colaborado. Derwinski exerceu como o chefe do "Americanos Étnicos para Dole/Kemp" durante a eleição presidencial de 1996.

## Pós-política
Derwinski residiu em Glen Ellyn, Illinois com sua esposa, Bonita Hickey, conhecida como Bonnie. Teve dois filhos adultos, Maureen e Michael, de seu primeiro casamento com Patricia Derwinski.
No dia 15 de Janeiro de 2012, Derwinski morreu num asilo de Tumor de Merkel, um tipo raro de câncer de pele. Tinha 85 anos. Derwinski foi sepultado no Cemitério Nacional de Arlington em Arlington, Virgínia.
Ao saber de sua morte, o ex-Senador dos Estados Unidos Peter Fitzgerald (R-IL) descreveu Derwinski como "um gigante na política de Illinois ... [Ele] tinha conexões incríveis em todos os diferentes bairros étnicos de Chicago, era realmente amado por todos de ambos os lados".